# E-Pocalypse!
 (juin 2020).
Si vous disposez d'ouvrages ou d'articles de référence ou si vous connaissez des sites web de qualité traitant du thème abordé ici, merci de compléter l'article en donnant les références utiles à sa vérifiabilité et en les liant à la section « Notes et références ».
Albums de Kids In Glass Houses
Trust Issues With Magicians
(2005) Smart Casual
(2007)
Singles
E-Pocalypse! est le premier EP publié par le groupe pop punk Kids In Glass Houses.

## Liste des titres
Tous les titres sont composés par Aled Phillips, Aled Rees, Joel Fisher, Andrew Shay et Philip Jenkins, sauf indication contraire. Toutes les paroles sont d'Aled Phillips.
1. Telenovela - 2:50 (Aled Phillips / Earl Phillips / Philip Jenkins)
2. Me Me Me - 3:19
3. Easy Tiger - 3:31 (Aled Phillips / Earl Phillips)
4. Raise Hell - 3:50 (Aled Phillips / Earl Phillips)
5. Historia - 2:54

## Titres promo
Peu de temps avant sa sortie, une promo de l'album est sortie :
1. Me Me Me - 3:30
2. Easy Tiger - 3:36
3. Historia - 2:56
4. Raise Hell - 3:51

La liste des titres ne comprend pas Telenovela, qui a été ajouté à la fin.
L'impression sur le CD comporte deux erreurs. L'erreur première est le temps des pistes, ce qui est affiché est différent de ce que les temps sont réellement. La deuxième erreur est que Historia est présenté comme titre 4, et Raise Hell est présenté comme la piste 3, alors qu'elles sont en sens inverse.

## Pochette
La pochette de l'album a été conçue Aled Phillips.

## Musiciens
- Aled Phillips : chant
- Aled Rees & Joel Fisher : guitares
- Andrew Shay : basse
- Philip Jenkins : batterie
- Romesh Dodangoda : clavier sur Raise Hell et Easy Tiger ; tambourins sur Me Me Me, Easy Tiger, Raise Hell et Historia.